# Шидлово (гмина)
Шидлово (пол. Szydłowo) — сельская гмина (волость) в Польше, входит как административная единица в Млавский повет, Мазовецкое воеводство. Население — 4538 человек (на 2004 год).

## Демография
| Перепись                       | Всего   | Всего | Женщины | Женщины | Мужчины | Мужчины |
| ------------------------------ | ------- | ----- | ------- | ------- | ------- | ------- |
| Единицы                        | человек | %     | человек | %       | человек | %       |
| Население                      | 4538    | 100   | 2219    | 48,9    | 2319    | 51,1    |
| Плотность населения (чел./км²) | 37,1    | 37,1  | 18,2    | 18,2    | 19      | 19      |

## Сельские округа
1. Буды-Гарлиньске
2. Дембск
3. Гарлино
4. Гедня
5. Клюшево
6. Кожибе
7. Козлы-Яново
8. Кшивонось
9. Маряново
10. Млодынин
11. Носажево-Борове
12. Носажево-Польне
13. Нова-Славогура
14. Нова-Весь
15. Нове-Носажево
16. Нове-Пеглово
17. Павлово
18. Пеглово-Колёня
19. Пеглово-Весь
20. Стара-Славогура
21. Шидлово
22. Шидлувек
23. Тшчанка
24. Тшчанка-Колёня
25. Тышки-Брегенды
26. Воля-Дембска
27. Залесе
28. Нерадово
29. Нова-Весь-Коньце
30. Нове-Немые
31. Старе-Немые

## Соседние гмины
1. Гмина Дзежгово
2. Гмина Грудуск
3. Млава
4. Гмина Ступск
5. Гмина Вечфня-Косцельна
6. Гмина Виснево